# Ліза Лейн
Маріан Елізабет Лейн Гіккі (25 квітня 1938, Філадельфія — 28 лютого 2024) — колишня американська шахістка. Поєднання в ній краси і вміння грати в шахи принесло їй міжнародну славу, навіть попри те, що вона так і не досягнула титулу майстра. Її фотографія з'явилась на обкладинці журналу Sports Illustrated. Вона стала першою з лише двох шахістів, які удостоїлись такої честі, другим був Боббі Фішер у 1972 році. Про неї публікували статті журнали Look, Newsweek, The New Yorker та багато інших.

## Раннє життя
Лейн народилась у Філадельфії й ніколи не знала свого батька, який працював чистильником взуття. В дитинстві вона та її сестра Евелін жили з різними сусідами і своєю бабусею, поки їх матір працювала на двох роботах. 1957 року навчаючись в Темпльському університеті Ліза збила насмерть жінку похилого віку коли була за рулем автівки своєї матері (їй не висували звинувачення). Цей випадок, а також закінчення романтичних стосунків, загнали Лейн у депресію.
Після того, як Лейн вклала залишок своїх коштів у книжковий магазин, вона почала грати в шахи в місцевих кав'ярнях і, за її словами «постійно вигравати». Вона брала уроки шахів у майстра Аттіліо Ді Камалло і виграла чемпіонат Філадельфії 1958 року. Лейн виграла свій перший чемпіонат США 1959 року коли їй було 21 рік, лише через два роки після того, як почала займатися шахами. Цей титул належав їй до 1962 року, коли перейшов до Гізела Кан Грессер. За тодішньою американською системою станом на 1961 рік Лейн мала рейтинг 2002 пункти, що відповідає слабкому кандидату в майстри. У 1963 році відкрила свій власний шаховий клуб під назвою The Queen's Pawn Chess Emporium у Нью-Йорку. 1966 року поділила перше місце на чемпіонаті США з Грессер.
Двічі була в шлюбі. Першого разу від 1959 до 1961 року з філадельфійцем Вальтером Ріхом, який працював у галузі реклами і комерційного мистецтва. Другого разу, від 1962 року, з Нейлом Хікі, журналістом Columbia Journalism Review. Ліза та її чоловік були друзями Боббі Фішера і допомагали йому з деякими шаховими статтями. (Попри свою дружбу з Лейн, Фішер не був вражений її шаховим вмінням, як і вмінням будь-якої іншої шахістки: «They're all fish. Lisa, you might say, is the best of the American fish.»)

## Пізнє життя
За словами дворазової чемпіонки США Дженніфер Шахаде (авторки книги про шахісток під назвою Chess Bitch), Ліза кинула шахи частково через те, що їй не подобалось коли її впізнають як шахістку. «It got to be embarrassing, constantly being introduced as a chess champion at parties.» On her fame, Hickey said, «I guess I was good copy. I don't think the things I did in chess forty years ago are the most important things in my life.»
У 1970-х роках Лейн та її чоловік відкрили магазин подарунків під назвою Amber Waves of Grain (тепер Earth Lore) у селищі Полінг (штат Нью-Йорк).